# Bàn Cổ

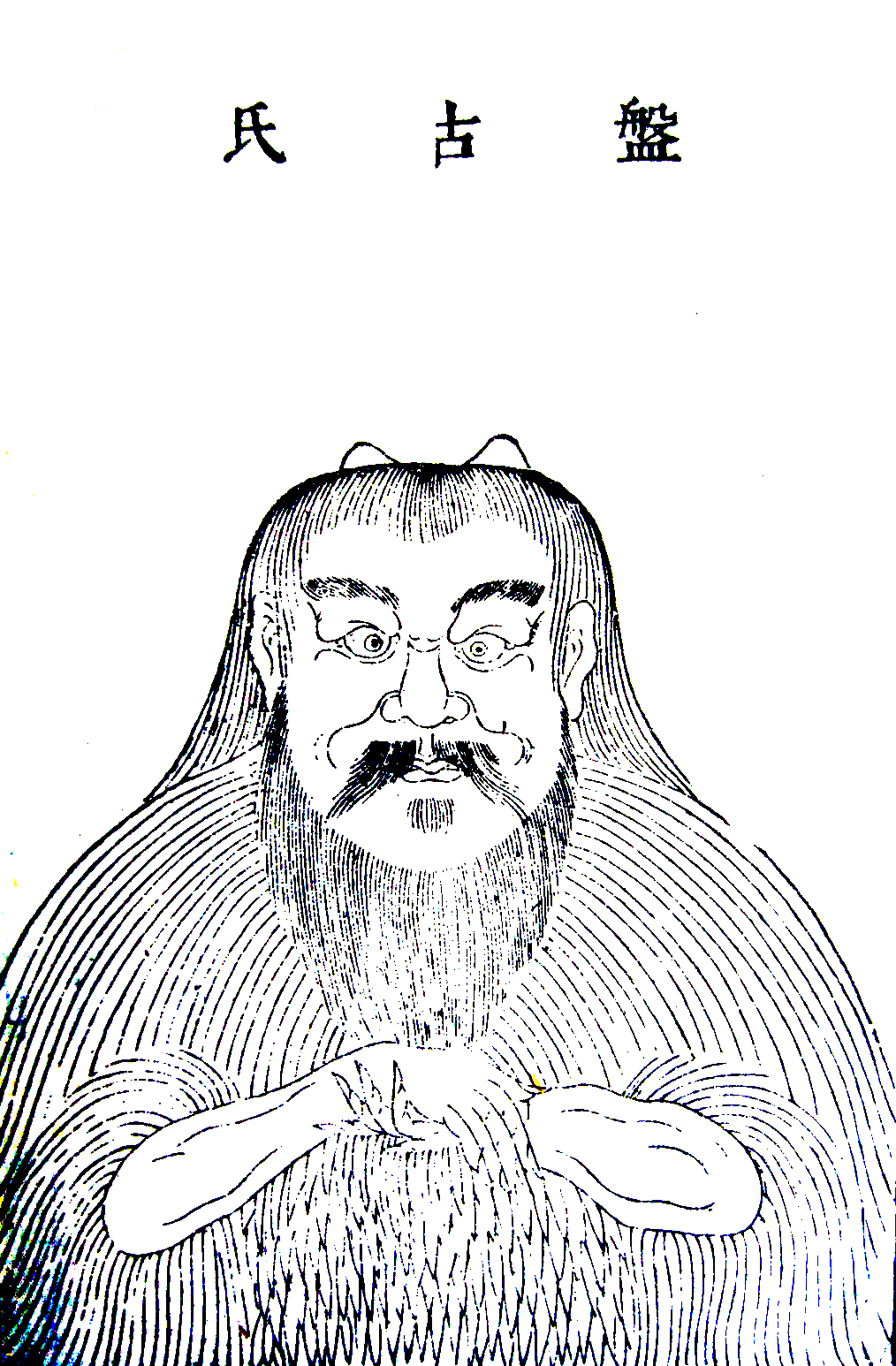
Chân dung Bàn Cổ từ Tam tài đồ hội

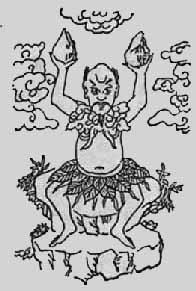
Ông Bàn Cổ hai tay cầm hai mảnh trứng hỗn mang Âm Dương

Bàn Cổ (tiếng Trung phồn thể: 盤古; giản thể: 盘古; bính âm: Pángǔ) được coi là vị thần khai thiên lập địa, sáng tạo ra vũ trụ trong thần thoại Trung Quốc.

## Sự tích
Theo Lão giáo, Bàn Cổ là thủy tổ của loài người, do Mẹ sinh ra. Theo Tam Hoàng Thiên Kinh, sự tích Bàn Cổ như sau:
Tại núi có một cục đá lớn đã thọ khí Âm Dương chiếu diệu rất lâu đời, nên đã thâu được các tính linh thông của vũ trụ mà tạo thành thai người. Sau 10 tháng 16 ngày, đúng giờ Dần, một tiếng nổ vang, khối đá linh ấy nứt ra, sinh ra một vị Linh Chân hy hữu, là Thần mang hình hài như con người được gọi là Bàn Cổ.
Vừa sinh ra thì vị ấy tập đi, tập chạy, tập nhảy, hớp gió nuốt sương, ăn hoa quả, dần dần lớn lên, mình cao trăm thước, đầu như rồng, có lông đầy mình, sức mạnh vô cùng. Một ngày kia, Bàn Cổ chạy qua hướng Tây, bắt gặp một cái búa và một cái dùi ước nặng ngàn cân. Bàn Cổ, tay phải cầm rìu tay trái cầm dùi, ra sức mở mang cõi trần.
Thuở đó Trời Đất còn mờ mịt. Ngài ước cho phân biệt Trời Đất thì nhân vật mới hóa sinh được. Ngài ao ước vừa dứt tiếng thì sấm nổ vang, Thiên thanh, Địa minh, vạn vật sinh ra đều có đủ cả.
Ngài liền chỉ Trời là Cha, chỉ Đất là Mẹ, muôn dân là con. Ngài chính là tôn chủ sáng lập thế gian, nên cũng gọi Ngài là Thái Thượng Đạo Quân. Ngài tự xưng là Thiên tử, tức là con Trời, cai trị muôn dân. Ngài là vị vua đầu tiên của cõi thế gian nên gọi Ngài là Hỗn Độn thị.
Tương truyền, Bàn Cổ có ba người con là Phục Hy, Nữ Oa, và Hoa Tư.
Bàn Cổ thọ được 18.000 tuổi rồi quy tiên. Tiếp theo thì có Thiên Hoàng, Địa Hoàng, rồi Nhân Hoàng nối nhau cai trị thiên hạ.
Nhiệm Phưởng, thế kỷ 6, đã viết huyền thoại Bàn Cổ trong quyển Thuật Dị Ký rằng: 
"Ngày xưa khi Bàn Cổ chết, đầu biến thành bốn ngọn núi, hai mắt biến thành mặt trời và Mặt Trăng, mỡ biến thành sông biển, râu tóc biến thành thảo mộc. Thời Tần và Hán, dân gian kể rằng đầu của Bàn Cổ là Đông Nhạc, bụng là Trung Nhạc, tay trái là Nam Nhạc, tay phải là Bắc Nhạc, và hai chân là Tây Nhạc. Các văn nhân ngày xưa kể rằng nước mắt của Bàn Cổ là sông, hơi thở là gió, giọng nói là sấm, đồng tử trong mắt là ánh sáng."